# Vicia hirticalycina
Vicia hirticalycina är en ärtväxtart som beskrevs av Takenoshin Nakai. Vicia hirticalycina ingår i släktet vickrar, och familjen ärtväxter. Inga underarter finns listade i Catalogue of Life.